# Heptaulacus rasettii
Heptaulacus rasettii är en skalbaggsart som beskrevs av Carpaneto 1978. Heptaulacus rasettii ingår i släktet Heptaulacus och familjen Aphodiidae. Inga underarter finns listade i Catalogue of Life.